# Carinastele coronata
Carinastele coronata är en snäckart som beskrevs av B.A. Marshall 1988. Carinastele coronata ingår i släktet Carinastele och familjen Calliostomatidae. Inga underarter finns listade i Catalogue of Life.